# La genealogía de la moral
La genealogía de la moral: Un escrito polémico (en alemán: Zur Genealogie der Moral: Eine Streitschrift) es una obra del filósofo alemán Friedrich Nietzsche, publicada en 1887. Fue un intento de suplementar y clarificar el punto de vista de su libro anterior, Más allá del bien y del mal.

## Análisis
La genealogía de la moral critica la moral vigente a partir del estudio del origen de los principios morales que rigen Occidente desde Sócrates.
Nietzsche es contrario a todo tipo de razón lógica y científica, y por ello lleva a cabo una crítica feroz a la razón especulativa y a toda la cultura occidental en todas sus manifestaciones: Religión, Moral, Filosofía, Ciencia, Arte...[cita requerida]
La genealogía de la moral pretende responder a las preguntas que él mismo se plantea en el prólogo de la obra: ¿En qué condiciones se inventó el hombre esos juicios de valor? ¿Qué son las palabras bueno y malvado? ¿Y qué valor tienen ellos mismos? ¿Han frenado o han estimulado hasta ahora el desarrollo? ¿Son signo de indigencia, de empobrecimiento, de degeneración de la vida?
Es notable en esta obra su carácter sistemático (según Gilles Deleuze, estaríamos ante «el libro más sistemático» del pensador alemán), ya que Nietzsche suele escribir en forma de aforismos breves, poéticos, metafóricos y nada organizados, dado su rechazo del pensamiento conceptual, incapaz de captar la realidad que es incesante devenir.
Nietzsche distingue dos clases: la de los señores y la de los esclavos. La clase de los señores a su vez está compuesta de dos castas: la guerrera y la sacerdotal, las cuales valoran de manera aristocrática o sacerdotal. Así, la segunda deriva de la primera y se convierte en su antítesis, pues ambas parten de presupuestos distintos: la casta de los guerreros practica las virtudes del cuerpo; la casta sacerdotal se define por la impotencia e inventa el espíritu.
Ambas castas son rivales. De esa rivalidad se da el salto de una moral de señores, a una moral de esclavos, ya que los sacerdotes movilizan a los esclavos (débiles, enfermos) contra los guerreros (clase dominante). Esa movilización es posible invirtiendo los valores aristocráticos, creando una moral de esclavos (con los judíos comienza la moral de los esclavos) heredada y asumida por el cristianismo. Solo así el sacerdote triunfa sobre el guerrero.

## Tratados
La genealogía consta de tres tratados:

### Primer tratado
El primero se titula «Bueno y Malo» (Gut und Böse). Bueno y malvado, es una psicología del cristianismo, donde hace un análisis del surgir del espíritu del resentimiento contra los valores naturales o nobles. Este análisis es un primer paso para llegar a la «transvaloración» de todos los valores.
Crítica a la cultura europea.
Nietzsche considera que lo moral es una forma de interpretar ciertas cosas y ciertos comportamientos, y toda interpretación se hace desde determinada perspectiva. Lo que va a proponer Nietzsche es una perspectiva nueva frente a la moral. La moral europea (que Nietzsche identifica con la moral cristiana), es una negación de los instintos y de la vida, se asienta sobre el miedo a esta vida y la consiguiente invención de "otra vida", que es una vida tras la muerte que vivirá el alma liberada de todo lo que se supone negativo y que está ligado al cuerpo y a lo terrenal.
La moral judeocristiana, negadora de la vida, es la que ha imperado en occidente durante veinte siglos y ha penetrado toda la cultura. Todos estos valores presentes en todas las manifestaciones de la cultura occidental van a ser analizados y criticados por Nietzsche que va a proponer una perspectiva diferente, una perspectiva que sea una afirmación de `esta vida' y su fuerza fundamental, que es la voluntad de poder, que sea un eterno sí a la vida sin excluir nada.
El origen de los términos «bueno» y «malo»
Nietzsche va a criticar también la moral cristiana que se ha solidificado en Europa como la única moral existente. El método que utiliza en esta crítica va a ser el método genealógico, la búsqueda de los ancestros de la moral, de sus orígenes. El método genealógico se va a aplicar a los conceptos `bueno' y `malo' buscando cuál es el origen de estos dos valores para ver qué sentido tuvieron en su origen, y si éste se ha mantenido o ha cambiado. Este es el objetivo de Nietzsche en el tratado primero de su genealogía de la moral.
La transvaloración de los valores
«Bueno» y «malo» no tuvieron en su origen el sentido que les ha dado la moral cristiana. «Bueno» significó aristocrático, noble, privilegiado; y «malo» significó vulgar, plebeyo, bajo; justo al contrario de lo que significan en la moral cristiana.
El cristianismo ha llevado a cabo una «transvaloración» de los valores. Esta «transvaloración» fue iniciada por los judíos y continuada por los cristianos.
A esta inversión de la moral (concepto al que Nietzsche se referirá con el término «transvaloración») se procede de la siguiente manera:
Nos encontramos dos fórmulas: “Yo soy «bueno», luego tú eres «malo»” y “Tú eres «malvado», luego yo soy «bueno»”.
Los términos «bueno» y «malo» no significan lo mismo, sino que según una u otra fórmula varía su sentido.
En la primera fórmula quien se afirma como bueno no toma como medida de sus acciones valores trascendentales o superiores, no se compara con los demás, sino que afirma soy «bueno» de un modo espontáneo, a partir de sí mismo, y lo hace porque es un individuo que afirma, goza, crea, actúa. «Bueno» significa la actividad, la afirmación, la creación, el goce, es una afirmación de la propia forma de ser y de vivir. Son los poderosos, los superiores los que se consideran a sí mismos como buenos. El «malo» es el que no actúa, el que no afirma, el que no goza, es una conclusión negativa, lo que es mezquino, vulgar, la inactividad, la debilidad y la impotencia. «Bueno» es el señor, el fuerte, el creador; «malo» es el débil, el esclavo, el pasivo.
En la segunda fórmula el proceso queda invertido. Se parte del reconocimiento de la existencia del otro al que se califica de «malvado», y por oposición, como reacción a ese otro, se deriva la conclusión sobre uno mismo, “luego yo soy «bueno»”. La conclusión es la reacción frente al otro. Aquí, quien habla es el esclavo, el impotente, el débil, el pasivo, el que no es capaz de actuar como sujeto autónomo, sino, que sufre la acción del otro, del poderoso. Es un ser reactivo, su única capacidad es la de reaccionar frente al otro. Nietzsche denomina su moral como moral reactiva, frente a la de los fuertes y superiores, que es una moral activa.
Cambia de punto de referencia (en la primera el p1 es bueno y en la p2 es malvado). Relación entre Noble-Esclavo. Al principio el noble es bueno y esta moral identifica como malvado al noble. 

#### Conclusión
La moral judeocristiana no es más que un engaño de los débiles y decadentes para imponer su dominio. Desde la perspectiva de la negación de la vida la moral judeocristiana ha fabricado sus propios valores y los ha hecho pasar por los únicos y auténticos valores.
En conclusión, el intento de Nietzsche no es el de fundamentar la moral, sino desenmascarar la moral judeocristiana, que se ha impuesto como la única y verdadera moral, y dar un nuevo enfoque, un enfoque que favorezca la vida, frente a la moral judeocristiana que niega la vida.

### Segundo tratado
El segundo tratado es una psicología de la conciencia: «culpa», «mala conciencia», etc. El ateísmo consiste en no tener deudas con los dioses: en una segunda inocencia. La crueldad aparece como uno de los más antiguos trasfondos de la cultura.
En el segundo tratado Nietzsche emprende la genealogía de la conciencia moral, la psicología de la conciencia. Se trata de buscar el origen de todo aquello que es necesario para que surja la conciencia que haga del animal-hombre un sujeto moral.
Realizada así la genealogía de la conciencia moral, pasa Nietzsche a ocuparse del origen y el sentido de una serie de elementos que actúan sobre esa conciencia moral, se trata de la pena, la culpa y la mala conciencia.
La crueldad juega un papel fundamental en este tratado segundo, para Nietzsche “la crueldad constituye en alto grado la gran alegría festiva de la humanidad más antigua, e incluso se halla añadida como ingrediente de casi todas sus alegrías".
La pena no es para Nietzsche más que una manifestación de la crueldad, porque hacer sufrir produce bienestar, sobre todo a alguien que se le considera causante de un daño. Para Nietzsche, el único efecto que se consigue con la pena, es el alargamiento de la memoria, intensificar la inteligencia y hacer más cauto y desconfiado al que la sufre, por eso afirma que “la pena domestica al hombre, pero no lo hace mejor”.
El concepto moral de culpa tiene su origen en el concepto material de “tener deudas”. La compensación del acreedor sobre el deudor puede no consistir en una retribución material en dinero, bienes, etc., sino en el derecho a la crueldad sobre el deudor.
La explicación sobre la mala conciencia, se relaciona también con la crueldad, y con la afirmación nietzscheana de que todos los instintos que no se desahogan hacia fuera, se vuelven hacia dentro. La mala conciencia es para Nietzsche la crueldad que al no poder exteriorizarse debido a que el hombre se encuentra encerrado en la sociedad, y obligado por ésta a ser pacífico, se vuelve hacia uno mismo. El individuo se tortura y castiga a él mismo, se vuelve cruel consigo mismo, porque no puede exteriorizar esa crueldad y ese ser natural que el hombre es hacia fuera. 
Por último Nietzsche aspira a la superación del hombre mismo, de su voluntad de poder, a un ateísmo, a una segunda inocencia como dijimos antes, en la cual el hombre esté libre de deudas con sus dioses y vuelva natural aquella moral vista como innatural del hombre mismo.

### Tercer tratado
El Tercer tratado es una psicología del sacerdote: ¿Qué significan los ideales ascéticos? El ascetismo es una crueldad consigo mismo y con los demás. Hasta ahora no ha habido en la tierra más que un ideal ascético. Pero ahora hay un nuevo ideal: El Übermensch (superhombre o suprahombre).
En estos tres tratados encontramos parte de las claves que recorren toda su filosofía: valoración, crítica y genealogía de los valores.
Es un buceo en el ser del hombre como ser histórico. Investiga la evolución de los conceptos morales desenmascarando todo lo existente, descubriendo que el hombre no es más que un ser instintivo siendo negado el significado de lo trascendente. La esencia del método es explicar todo por su contrario, mostrando así su verdadera realidad.
Nietzsche recurre a la genealogía de los conceptos y a la etimología de las palabras: saber qué significan las palabras y conocer la historia de su evolución es la única forma de penetrar en la fuente de donde brota la moral, los valores.
Dos conceptos de "valoración" diferentes: la valoración aristocrática: Bueno y Malo. La valoración sacerdotal, cuyos máximos representantes son los judíos, lleva a cabo, desde su impotencia y resentimiento, una «transvaloración »: Bueno (lo que antes era malo) y malvado (lo que antes era bueno).
Voluntad y poder no pueden separarse. La voluntad de poder es un querer dominar, un querer afirmarse y superarse. Fortaleza y exteriorización de la fortaleza son una y la misma cosa, pero la moral del resentimiento dice que el fuerte es libre de exteriorizar su fuerza o no. Y cuando la exterioriza es un "malvado".
También afirma que los débiles han elegido su debilidad: así ocultan su impotencia con la máscara del mérito. De este modo culminan la falsificación, la venganza de los impotentes contra los nobles.
Cambian la impotencia en bondad, la bajeza en humildad, la cobardía en paciencia. Dicen que su miseria es una prueba, una bienaventuranza, una elección. Introducen la idea de culpa, pero ellos son inocentes.
La obra maestra es su idea de justicia: ellos son los justos y odian la injusticia. A su esperanza de venganza la llaman victoria del Dios justo sobre los ateos. Esperan una justicia de otro mundo en el juicio final.
Nietzsche es un verdadero maestro criticando a la moral. Critica a toda moral como contranatural, que es la tradición cristiana y socrática. Critica la moral platónico-socrática, que va en contra de los instintos de la vida. Critica la idea de un orden moral del mundo.
La moral que niega la vida se justifica en Dios, y esto Nietzsche lo ve como un gran paso atrás de la humanidad.
Nietzsche es un vitalista, un hombre que quiere afirmar la vida y aceptarla tal cual es, sin enmascararla, que está dispuesto a experimentar la alegría de vivir la vida. Es esa comprensión de la vida la que le lleva a reflexionar sobre la moral que, frecuentemente, no ha hecho sino enmascarar, degenerar y negar la vida.
En el tercer tratado se clarifican sus ideas, para Nietzsche la actitud filosófica hostil a la vida, incrédula de los sentidos es una consecuencia de la precariedad en la que se movían los filósofos, al filósofo sólo se le permitía vivir así para ser aceptado en sociedad. La superación de esta etapa larvaria exige de un espíritu realmente libre, de un redentor, capaz de luchar contra los vicios del nihilismo y del cristianismo.
Para el autor, la ciencia y el espíritu ascético de los sacerdotes confluyen para hacer cada vez al hombre más insignificante, menos singular, menoscabando su dignidad. La ciencia al apartarse de la interpretación de los asuntos humanos y querer ser objetiva renuncia a la realidad del mundo en que vivimos, renuncia a juzgar y a valorar. Esto constituye un ascetismo, una negación del mundo en que vivimos. Así se desprecian las vivencias, la sensualidad y el arte.
La idea de que Dios es la verdad y de que la verdad es divina se remonta a Platón. La ciencia y los sacerdotes con su ascetismo buscando una verdad que no es de este mundo terrenal niegan el mundo real.
Nietzsche llama voluntad de poder al poder creativo de la vida y sanos a los creadores, a los llenos de poder.
El redentor que propone será un hombre sano, con voluntad de poder, no será un hombre ascético ni un científico que renuncie a la vida y al hombre. El redentor aportará un sentido a la vida que no niegue la felicidad y la belleza en este mundo, que no niegue el cambio ni el devenir.

## Comentario de referencia en alemán
- Andreas Urs Sommer: Kommentar zu Nietzsches Zur Genealogie der Moral (= Heidelberger Akademie der Wissenschaften (ed.): Historischer und kritischer Kommentar zu Friedrich Nietzsches Werken, vol. 5/2). XVII + 723 páginas. Berlin / Boston: Walter de Gruyter 2019 ISBN 978-3-11-029308-1, Ebook ISBN 978-3-11-038892-3.